# Igreja de São Pedro (Harrold)

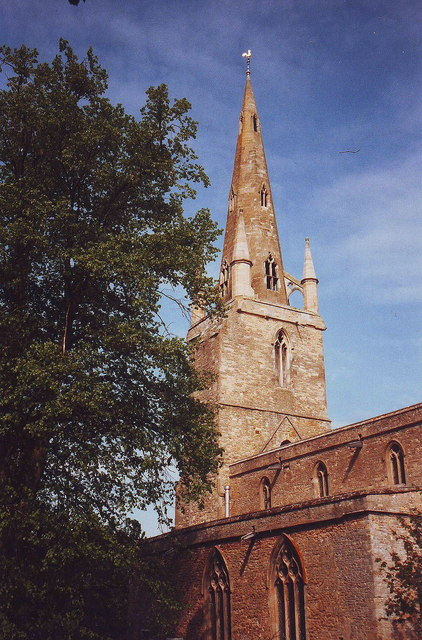
Torre da Igreja de São Pedro, Harrold, Bedfordshire, Inglaterra

A Igreja de São Pedro é uma igreja listada como Grau I em Harrold, Bedfordshire, na Inglaterra.